# Гросул Яким Сергійович
Яким Сергійович Гросул (нар. 8 (21) вересня 1912, Карагаш — 28 вересня 1976) — радянський історик, член-кореспондент АН СРСР (1966), академік і президент АН Молдавської РСР (з 1961), спеціаліст з історії та історіографії Молдови XIX—XX століть, депутат Верховної Ради СРСР 5-го і 6-го скликань.

## Біографія
Яким Сергійович Гросул народився 21 вересня 1912 року у селянській родині в селі Карагаш, Тираспольського повіту, Херсонської губернії. Навчався він в одній з перших молдовських шкіл, створених в його рідному селі після закінчення громадянської війни. У 1933 році закінчив робітфак, а в 1937 році — Тираспольський педагогічний інститут, де до 1946 року (з перервою на час служби в армії) працював викладачем історії СРСР, діалектичного та історичного матеріалізму, був деканом історичного факультету. Тут Яким Сергійович в 1939 році вступив у КПРС.
У 1944 році Я. С. Гросул захистив кандидатську дисертацію на тему «Селянська реформа 1868 року в Молдавії». Ця проблематика (розкладання феодалізму і розвиток капіталізму) стала надалі головним об'єктом його досліджень. У 1955 році Я. С. Гросул захистив докторську дисертацію на тему «Селяни Бессарабії 1812—1861 років». Через рік вийшла його монографія під тією ж назвою. У ній вперше в радянській молдовській історіографії були розкриті особливості селянської громади в Бессарабії XIX століття, спростовані положення «вотчинної теорії», показані розвиток економіки краю, соціально-економічне становище та система феодальної експлуатації основних категорій селян, висвітлені форми їх класової боротьби. В книзі історіографічний огляд, в якому дана розгорнута критика буржуазної літератури з даного питання. На основі глибокого аналізу великого матеріалу в монографії вперше показано прогресивне значення приєднання Бессарабії до Росії в 1812 році.
У 1950—1960-ті роки Я. С. Гросул опублікував у різних наукових виданнях ряд важливих статей, в яких досліджувалися різні сторони історії Молдови епохи феодалізму і капіталізму (історія землеволодіння, характер позаекономічного примусу в Бессарабському селі XIX століття, правове становище окремих категорій населення та інше).
Я. С. Гросул поєднував наукову роботу з активною діяльністю по організації університетської освіти та створення академічних наукових установ в Молдавській РСР. З 1946 по 1960 рік він був деканом історико-філологічного факультету та завідувачем кафедрою історії СРСР Кишинівського університету. У червні 1949 року він стає заступником директора Молдовської науково-дослідної бази АН СРСР, у травні 1950 року (після перетворення її в Молдовську філію АН СРСР) обирається заступником голови, а з лютого 1954 року є головою Президії філії. З 2 серпня 1961 року — часу заснування АН Молдовської РСР — Я. С. Гросул її дійсний член і перший, протягом 15 років, беззмінний президент. Під його керівництвом АН МРСР перетворилася на крупний науковий центр республіки і країни в цілому, де працює великий колектив учених, зайнятих вирішенням багатьох проблем, що мають важливе значення для розвитку економіки і культури Молдови, підготовки наукових кадрів. У 1966 році Я. С. Гросул обирається членом-кореспондентом АН СРСР.
Помер 28 вересня 1976 року.

## Наукові роботи
Перу Я. С. Гросула належить понад 100 досліджень. Він був організатором і керівником ряду великих наукових праць з історії республіки, серед яких двотомна «Історія Молдавії» (видання 1-е — 1951—1955 роки, 2-е — 1965—1968 роки). У співавторстві з іншими дослідниками Я. С. Гросул опублікував ряд монографій:
- «Селянська реформа 60 — 70-х років XIX століття В Бессарабії»;
- «Історична наука Молдавської РСР»;
- «Нариси історії народного господарства Бессарабії» у двох томах та інше.

У них дано аналіз закономірностей переходу від феодального способу виробництва до капіталістичного, розкрито специфіку цього процесу в Бессарабії, міститься оцінка літератури щодо основних проблем радянського молдовознавства. У працях з економічної історії Я. С. Гросул вперше в молдавській історіографії розкрив складний процес господарського освоєння Бессарабії впродовж XIX століття, становлення і розвитку тут аграрного капіталізму, формування робітничого класу, визначив місце цього краю у всеросійському ринку, охарактеризував політику царського уряду в даному районі країни.
Я. С. Гросулу належить велика заслуга в справі публікації джерел з історії селянства Бессарабії XIX — початку XX століття. Під його керівництвом видано п'ять томів документів, що описують становище селян і селянський рух у краї з 1812 по 1917 рік, постачених численними коментарями та покажчиками. Разом з монографічними дослідженнями Я. С. Гросула ці публікації є фундаментальним внеском вченого в історію молдовського та інших народів.

## Нагороди
Нагороджений двома орденами Леніна і 2 іншими орденами.

## Вшанування пам'яті

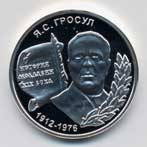
Реверс монети

У 2004 році Придністровський Республіканський банк Придністровської Молдавської Республіки випустив в обіг срібну пам'ятну монету номіналом 100 придністровських рублів у серії «Видатні люди Придністров'я» — Яким Гросул. На зворотному боці монети у верхній частині по колу напис «Я. С. Гросул». У центрі зображення Якима Гросула, обрамлене праворуч лавровим вінком. Зліва від зображення Гросула розташований розгорнутий сувій пергаменту і вертикально стояче перо. У нижній частині монети по колу напис «1912—1976» роки життя академіка.
У 2009 році рішенням Слободзейської райради за клопотанням сільської ради, ініційованого жителями села Карагаш, місцеву школу названо іменем Якима Гросула.